# Сафонов, Игорь Геннадьевич
Игорь Геннадьевич Сафонов (род. 6 июля 1975) — российский хоккеист, тренер.

## Биография
Начинал играть в хоккей в Магадане. Выступал за команды «Дизелист» / «Дизель» Пенза (1992/93, 1994/95 — 1996/97, 2000/01, 2003/04, 2005/06 — 2008/09), «Тэбукнефть» Нижний Одес (1993), «Крылья Советов-2» (1993/94 — 1994/95), «Дизель-2» (1996/97, 2002/03, 2008/09), ХК ЦСКА (1997/98), «Торпедо» Нижний Новгород (1998/99 — 2000/01), «Мотор» Заволжье (2000/01), «Нефтяник» Лениногорск (2004/05 — 2005/06), «Капитан» Ступино (2008/09), «Прогресс» Глазов (2009/10), «Ариада-Акпарс» Волжск (2009/10 — 2010/11), «Сокол» Новочебоксарск (2009/10), «Рязань» (2011/12), «Алматы» (Казахстан, 2012/13), «Союз» (Заречный, 2014/15).
В сезонах 2002/03 и 2003/04 признавался лучшим игроком «Дизеля», в сезоне 2003/04 также стал лучшим снайпером (23 шайбы).
Бронзовый призёр хоккейного турнира зимней Универсиады 1995 года.
Тренер (2018—2022) и главный тренер (2022—2023) команды НМХЛ «Дизелист».